# Edelsitz Winzerthal
Der Edelsitz Winzerthal befand sich im Ortsteil Thal der Gemeinde Schlüßlberg im Bezirk Grieskirchen im Hausruckviertel von Oberösterreich. 

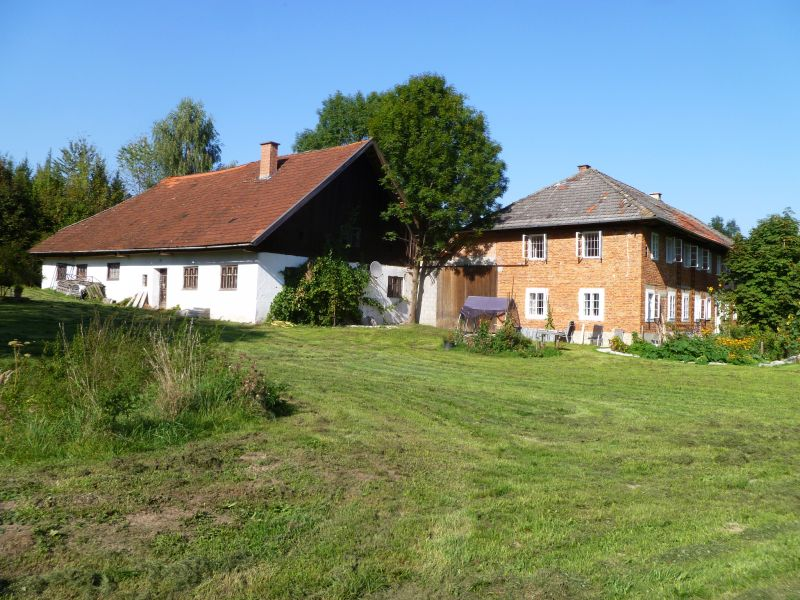
Bauer im Thal (Schlüßlberg)

Urkundlich wurde der Sitz im Tal erstmals 1164 erwähnt. Nach seinem Besitzer Hartlib de Winczer wurde der Besitz auch Winzerthal genannt. Diese Familie blieb bis zum 16. Jahrhundert auf dem Edelsitz. Dann verkaufte 1521 Balthasar Winczerer den Sitz samt Bauernhof an seinen Vetter Christoph Fröhlich. 1541 wurde der Besitz an Hanns Heinrich Geymann (Gewman) von Gallspach verkauft, der Winzerthal mit Trattenegg vereinigte. 
Der Edelsitz ist nicht mehr erhalten. Jedoch ist der frühere Meierhof als „Bauernhof im Thal“ auch heute noch vorhanden.